# باشگاه فوتبال ونکوور وایتکپس
ونکوور وایتکپس اف‌سی (به انگلیسی: Vancouver Whitecaps FC) یک تیم فوتبال در شهر ونکوور در کانادا است که در لیگ برتر فوتبال آمریکا (ام ال اس) بازی می‌کند.

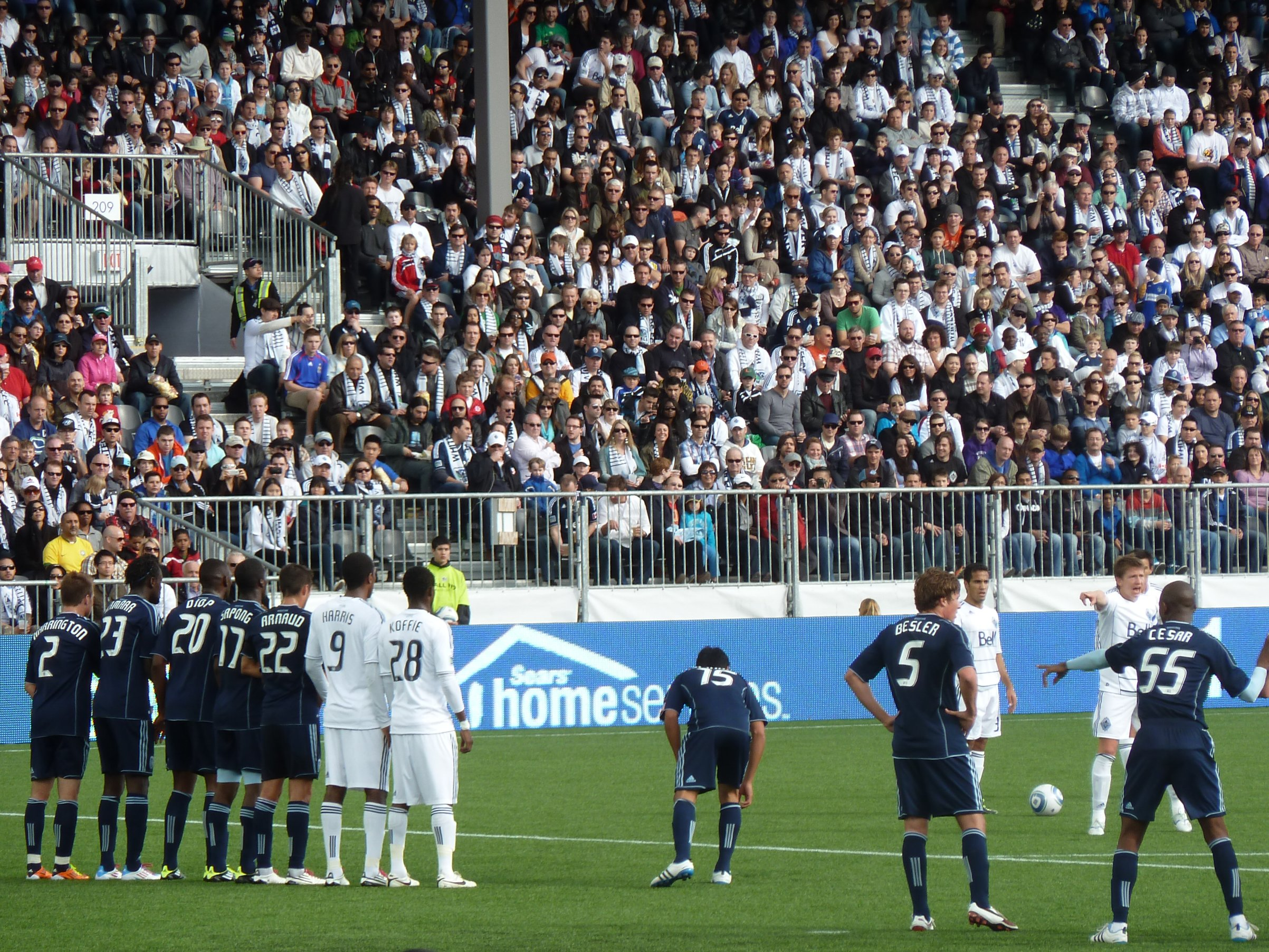